# Gora Beyuk-Gasannana
Gora Beyuk-Gasannana är ett berg i Azerbajdzjan.   Det ligger i distriktet Daşkəsən Rayonu, i den västra delen av landet, 300 km väster om huvudstaden Baku. Toppen på Gora Beyuk-Gasannana är 2 660 meter över havet, eller 222 meter över den omgivande terrängen. Bredden vid basen är 2,2 km.
Terrängen runt Gora Beyuk-Gasannana är bergig åt sydväst, men åt nordost är den kuperad. Närmaste större samhälle är Miskinli, 16,7 km nordväst om Gora Beyuk-Gasannana. 
Trakten runt Gora Beyuk-Gasannana består i huvudsak av gräsmarker. Runt Gora Beyuk-Gasannana är det ganska glesbefolkat, med 31 invånare per kvadratkilometer.